# Trasversalità

Curve trasverse sulla superficie di una sfera

Curve non trasverse sulla superficie di una sfera

In matematica, e più precisamente in topologia differenziale, la trasversalità è una proprietà opposta alla tangenza. Viene definita nel contesto di curve, superfici o più generali varietà differenziabili contenute in un qualche spazio.
La nozione di trasversalità fa uso del calcolo infinitesimale (in particolare, dello spazio tangente).

## Definizione
Due sottovarietà differenziabili di una varietà differenziabile M di dimensione n si intersecano in modo trasverso in un punto x se i due spazi tangenti corrispettivi in quel punto generano lo spazio tangente ad  M nel punto x.
Nel caso in cui le sottovarietà abbiano dimensioni complementari (cioè la cui somma è n), questo equivale a chiedere che i due sottospazi tangenti siano in somma diretta, ovvero che si intersechino solamente in un punto (questo segue dalla formula di Grassmann).

## Proprietà
L'intersezione di due varietà trasverse è anch'essa una varietà, la cui codimensione è pari alla somma delle codimensioni delle due varietà di partenza (quando non è vuota). 
Entrambe queste proprietà dipendono dalla trasversalità: se l'intersezione di due varietà non è trasversa, l'intersezione può non essere una varietà, e se è una varietà può comunque avere dimensione arbitraria.
In particolare, due varietà con dimensioni complementari si intersecano in punti isolati. Se una delle due varietà è compatta, questi punti sono finiti. Se le due varietà e la varietà ambiente sono tutte orientate, ciascun punto di intersezione ha un segno + o -. La somma di questi segni è una quantità importante in topologia algebrica, perché non cambia se una delle due varietà è spostata tramite una isotopia.

La trasversalità dipende fortemente dallo spazio ambiente: le due curve disegnate sono trasverse se considerate nel piano, ma non lo sono nello spazio.

Due varietà la cui somma delle dimensioni è minore della dimensione n della varietà ambiente sono trasverse se e solo se non si intersecano. Infatti in questo caso gli spazi tangente hanno dimensione troppo piccola e non possono in nessun caso generare uno spazio di dimensione n.
Più in generale, secondo la definizione, due varietà che non si intersecano sono comunque trasverse.